# Håøya (Porsgrunn)
Pour l’article homonyme, voir Håøya.
Håøya est une île de la commune de Porsgrunn, dans le comté de Telemark en Norvège.

## Description
L'île dHåøya est située au sud du Langesundsfjorden, proche du comté de Vestfold. L'île est escarpée et luxuriante, avec plusieurs superbes lieux de baignade. On y trouve des forêts de feuillus, des prés salés et des prairies fleuries. De grandes parties de l'île sont protégées en tant que réserve naturelle. Au nord, l'île est reliée au continent par une passerelle. Le substrat rocheux est constitué de larvikite, qui forme un relief pointu avec des flancs de montagne escarpés du côté est et des plages de sable et des zones ouvertes à l'ouest.
Les premières personnes se sont installées à Håøya il y a plusieurs milliers d'années, à l'âge de la pierre, et des quantités d'outils en silex et d'éclats de vases en argile de cette période ont été trouvés.
Comme mentionné dans le récit de Snorri Sturluson, il peut sembler que c'est ici qu'Olav le Saint a vaincu Svein Håkonsson lors de la grande bataille navale de Nesjar le dimanche des Rameaux 1016.
D'époques plus récentes, il reste des vestiges de glacières datant de l'époque de l'exportation de la glace. Au fil du temps, il y a eu de nombreux résidents permanents sur l'île, et dans la période 1902-1947, l'île avait sa propre école.

## Aire protégée
La majeure partie de l'île (1,8 kilomètre carré) est protégée en tant que réserve naturelle. La réserve naturelle d'Håøya a été créée en 2002 pour préserver un paysage côtier avec une grande variété de types de forêts peu affectés, y compris la forêt de hêtres naturelle la plus méridionale du pays. La zone possède une riche flore de plantes vasculaires, des espèces signalées de champignons, de lichens et de mousses et une faune aviaire intéressante avec un certain nombre d'espèces de rapaces nicheurs, dont plusieurs sont inscrites sur la liste rouge.